# Перес Мартинес, Мануэль
Грего́рио Мануэ́ль Пе́рес Марти́нес (исп. Gregorio Manuel Pérez Martínez, 9 мая 1943, Альфамен, Испания — 14 февраля 1998, Колумбия) — испанский католический священник, революционер-интернационалист, руководитель Армии национального освобождения.

## Биография
Родился в крестьянской семье в испанской провинции Арагон, учился в духовной семинарии. Еще до принятия сана Мануэль и двое его друзей, Доминго Лаин и Хосе Антонио Хименес, отправились путешествовать во Францию, руководствуясь «стремлением быть ближе к самым бедным и наиболее обездоленным» членам общества и «живя среди них, испытать нечто вроде духовного возрождения». После возвращения в Испанию они начали активно сотрудничать с так называемыми Comisiones Obreras, то есть Рабочими комиссиями, которые в условиях франкистской диктатуры пытались возродить рабочее движение, а также с активистами коммунистического подполья. После рукоположения друзья получили распределение в бедные деревенские приходы в Доминиканской республике, но там остались лишь Перес и Хименес, а Лаин отправился в Колумбию. 
В связи с конфликтом с церковным руководством Перес и Хименес были высланы из Доминиканской республики и перебрались в Колумбию, где вместе с Лаином поселились в одном из бедняцких кварталов Картахены. Они вступили в «группу Голконда», объединившую священников, готовых «посвятить себя различным формам революционного действия против империализма и неоколониальной буржуазии» и возглавили акцию протеста против сноса трущобного квартала Сан-Хосе без предоставления его обитателям другого жилья. За это они были арестованы и в апреле 1969 года были высланы из Колумбии. 
Тогда они установили контакты с колумбийскими революционерами, находившимися в эмиграции, и отправились на Кубу для получения там военной подготовки. В том же году они тайно вернулись в Колумбию и присоединились к одному из повстанческих отрядов Армии национального освобождения (ELN). 
В октябре 1973 года во время боя с правительственными войсками Мануэль Перес потерял контакт с другими повстанцами и затем в течение почти месяца скитался по джунглям, а затем в течение еще двух месяцев он скрывался у местных крестьян, пытаясь установить контакт с уцелевшими повстанцами.
В 1978 году Мануэль Перес вместе с Николасом Родригесом Баутистой, более известным под псевдонимом «Gabino», взяли на себя ответственность за возрождение ELN. 
Мануэль Перес вел повстанческую борьбу в горах Колумбии до 1998 года, пока не умер от гепатита B.